# 多羽铁角蕨
多羽铁角蕨（学名：Asplenium neomultijugum），为铁角蕨科铁角蕨属下的一个植物种。